# Sabah (cantante)
Sabah, pseudonimo di Jeanette Gergis Feghali (in arabo جانيت جرجس فغالي‎?; Bdadoun, 10 novembre 1927 – Beirut, 26 novembre 2014), è stata una cantante e attrice libanese.
Nota nel mondo arabo anche con il soprannome di al-Shahroura, 
ha pubblicato oltre cinquanta album e recitato in novantotto film e in oltre venti spettacoli teatrali. Il suo repertorio comprende più di 3.000 canzoni. È stata una tra le prime cantanti arabe a esibirsi all'Olympia a Parigi, alla Carnegie Hall a New York, alla Royal Albert Hall di Londra e al Teatro dell'Opera di Sydney. È considerata una delle principali icone della musica araba libanese.

## Biografia

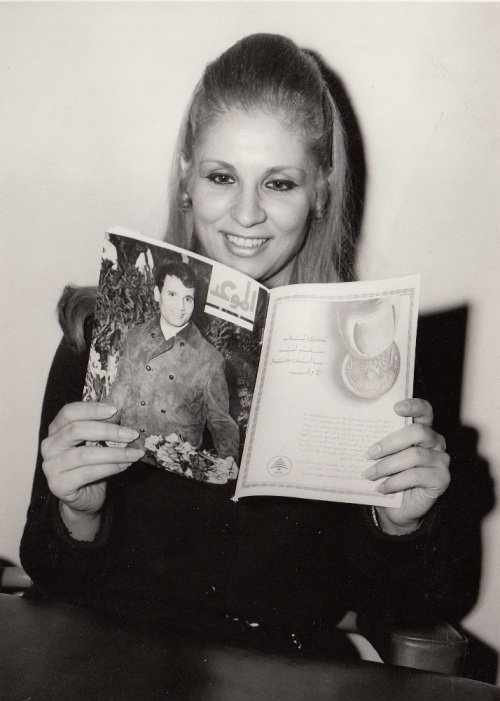
Sabah nel 1966

Sabah nacque da famiglia cristiana maronita a Bdadoun, piccola città a nord di Beirut. L'ambiente famigliare fu pieno di difficoltà; suo padre la abusava e cercava di appropriarsi dei suoi primi guadagni, mentre il fratello uccise la madre credendo che ella avesse una relazione.
Nel corso della sua vita, Sabah si sposò dieci volte e acquisi la cittadinanza di quattro Paesi: Libano, Egitto, Giordania e Stati Uniti d'America. Il matrimonio più degno di nota fu quello con l'attore egiziano Rushdy Abaza. Altri mariti furono il regista libanese Wassim Tabbara, l'uomo d'affari libanese Najib Chammas, il politico libanese Youssef Hammoud e il musicista egiziano Anwar Mansy. Il suo ultimo matrimonio fu con l'artista libanese, molto più giovane di lei, Fadi Lubnan. Ebbe due figli, Sabah Chammas (dal suo matrimonio con Najib Chammas), che divenne noto medico negli Stati Uniti d'America, e Howayda Mansy (dal suo matrimonio con Anwar Mansy).
Nei suoi ultimi anni, si rifiutò di abbandonare le luci della ribalta, così come i suoi abiti sgargianti.
Morì nel 2014 nella sua casa a Beirut. Domenica 30 novembre 2014, quattro giorni dopo la morte di Sabah, centinaia di migliaia di persone percorsero le strade della città per porgerle l'ultimo saluto. La sua famiglia, numerosi rappresentanti governativi, così come molti delegati arabi giunsero alla Cattedrale di San Giorgio per partecipare al funerale. Venne sepolta nella natale Bdadoun.

## Carriera
Sabah emerse in un contesto nel quale la musica araba era dominata da affermati cantanti, quali Nagat El-Saghira, Warda Al-Jazairia, Shadia, Fayza Ahmed, Fairuz e altri ancora. Pubblicò la sua prima canzone nel 1940. Ben presto attirò l'attenzione della produttrice cinematografica egiziana Assia Dagher, che le propose immediatamente di prendere parte a tre film. Il primo di questi, El-Qalb Louh Wahid, la rese una star, divenendo conosciuta con il nome del suo personaggio, Sabah. Nel corso della sua carriera musicale, registrò più di 3.000 canzoni, lavorando con una serie di famosi compositori egiziani, incluso Mohammed Abdel Wahab. Si specializzò nella tradizione del mawwal. Le sue canzoni più famose furono Zay el-Assal e Akhadou el-Reeh. Sabah pubblicò oltre cinquanta album e recitò in novantotto film durante la sua carriera. La giovinezza di Sabah e la gioia che portava nelle sue esibizioni la resero un simbolo vivente della belle époque e della gioia di vivere del mondo arabo.